# Rio da Prata (vattendrag i Brasilien, Mato Grosso do Sul)
Rio da Prata är ett vattendrag i Brasilien.   Det ligger i delstaten Mato Grosso do Sul, i den södra delen av landet, 1 100 km sydväst om huvudstaden Brasília.
Omgivningarna runt Rio da Prata är huvudsakligen savann. Runt Rio da Prata är det glesbefolkat, med 10 invånare per kvadratkilometer.